# Bubbi Morthens
Ásbjörn Kristinsson Morthens (født 6. juni 1956 í Reykjavík på Island) er en Islandsk musiker, der optræder under kunstnernavnet Bubbi Morthens. Hans mor var dansk, mens faren var halvt islænding og halvt nordmand.
Bubbi indledte sin musikalske karriere i 1980'erne og har været medlem af flere bands, blandt andre Utangarðsmenn og Egó. Dog er han mest kendt som guitarspillende soloartist. Bubbi har solgt flere plader på Island end nogen anden musiker.
I efteråret 2015 udgav han digtsamlingen Öskraðu gat á myrkrið.

## Diskografi
- Ísbjarnarblús, 1980
- Plágan, 1981
- Fingraför, 1983
- Línudans, 1983
- Ný spor, 1984
- Kona, 1985
- Blús fyrir Rikka, 1986
- Frelsi til sölu, 1986
- Dögun, 1987
- Bubbi 56, 1988
- Moon in the Gutter, 1988
- Serbian Flower, 1988
- Hver er næstur ?, 1989
- Nóttin langa, 1989
- Sögur af landi, 1990
- Ég er, 1991
- Von, 1992
- Lífið er ljúft, 1993
- 3 heimar, 1994
- Í skugga Morthens, 1995
- Allar áttir, 1996
- Hvíta hliðin á svörtu, 1996
- Trúir þú á engla, 1997
- Arfur, 1998
- Sögur 1980-1990 (safnplata), 1999
- Mér líkar það, 1999
- Bellman, 2000
- Sögur II 1990-2000 (safnplata), 2000
- Nýbúinn, 2001
- Sól að morgni, 2002
- 1000 kossa nótt, 2003
- Tvíburinn, 2004
- Ást, 2005
- ... Í 6 skrefa fjarlægð frá paradís, 2005
- Lögin mín, 2006
- Bubbi 06.06.06, 2006
- Góð verk 07, (safnplata) 2007
- Fjórir naglar, 2008
- Bubbi og Stórsveit Reykjavíkur, 2008